# Oekraïners in Nederland

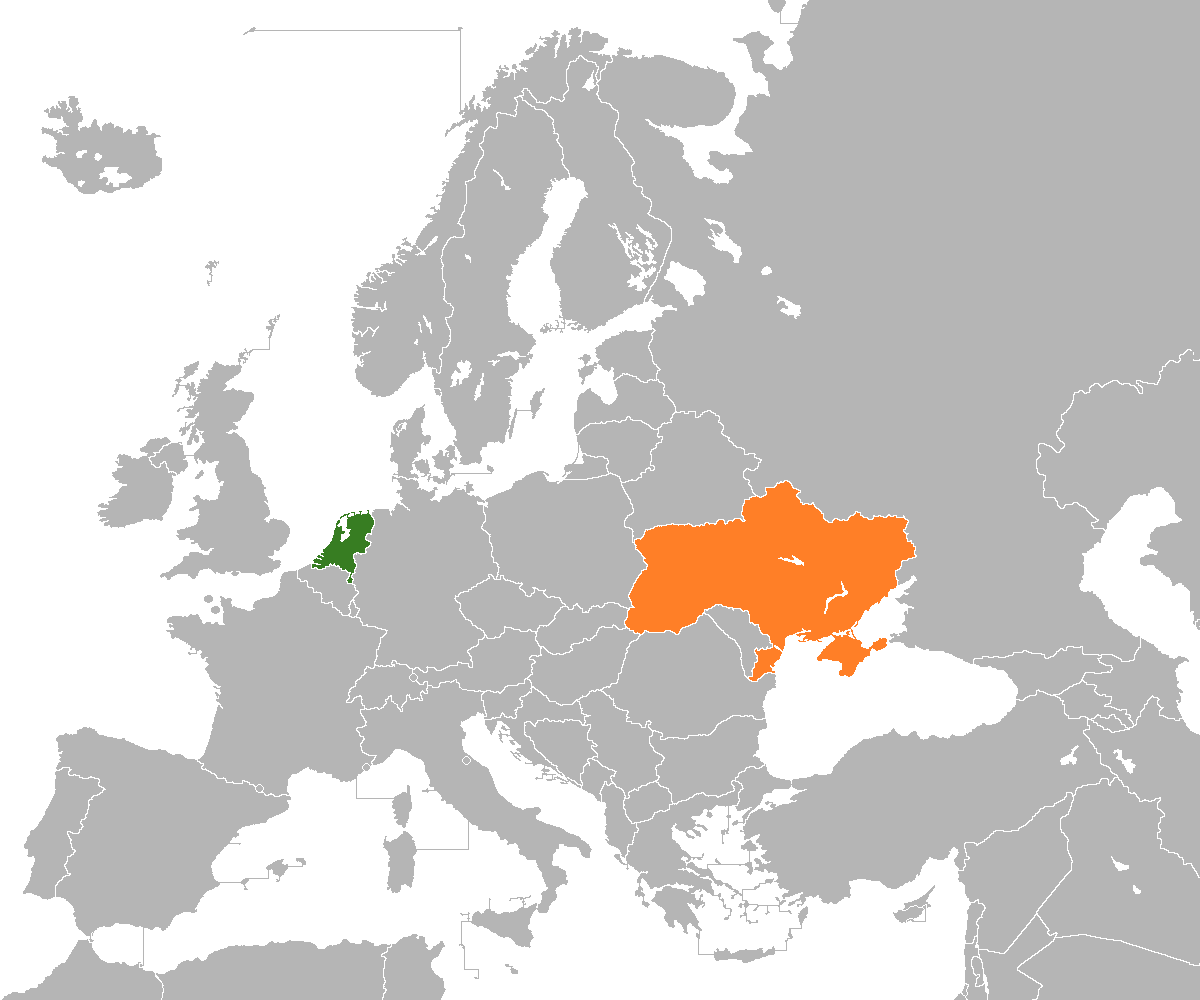
Nederland en Oekraïne

De Oekraïners in Nederland (Oekraïens: Українці в Нідерландах, Oekrajintsi v Niderlandach) vormen sinds de Tweede Wereldoorlog een min of meer georganiseerde herkomstgroep.
Begin 2024 maakten de Oekraïners 0,7% van de Nederlandse bevolking uit.
Tot het uiteenvallen van de Sovjet-Unie was er nauwelijks sprake was migratie van Sovjet-burgers naar Nederland, een uitzondering hierop was een immigratiepiek van beperkte omvang tijdens en kort na de Tweede Wereldoorlog. Volgens het CBS is van iets meer dan helft van deze personen de herkomst bekend: 'onder hen zijn relatief veel immigranten uit (de) Oekraïne’. Een tweede migratie'golf' van Oekraïners naar Nederland vond plaats tussen 1990 en 2021. Geredeneerd vanuit Oekraïne, waar al in de negentiende eeuw de eerste emigratie op gang kwam, zijn dit de derde (1945-1991) en vierde (1991-2021) emigratiegolven. 
In 2022 kwam er een nieuwe emigratiegolf van tienduizenden mensen naar Nederland, nadat troepen van de Russische Federatie Oekraïne binnen waren gevallen en een grootschalige aanvalsoorlog begon.

## Eerste migratiegolf (1945)
De eerste migratiegolf vond plaats naar aanleiding van de Tweede Wereldoorlog. Veel Oekraïense Ostarbeiter waren tijdens de oorlog in Duitsland tewerkgesteld. Ze waren zelfs de grootste groep onder de in Duitsland tewerkgestelde Oost-Europese vrouwen. Een deel van deze Oekraïense vrouwen kwam in contact met Nederlandse mannen die in het kader van de Arbeitseinsatz ook in Duitsland tewerkgesteld waren. Uit deze contacten kwamen aan het einde van de oorlog huwelijken voort, zodat vele Oekraïense vrouwen uiteindelijk in Nederland terechtkwamen. Het totaal aantal vrouwen uit de gebieden die in 1941 tot de Sovjet-Unie behoorden dat naar Nederland kwam wordt op meer dan 4000 geschat. Hieronder bevonden zich dus relatief veel immigranten uit Oekraïne.
De tweede groep, vooral mannen, waren Oekraïners die zich aan het einde van de oorlog in kampen voor ontheemden bevonden. Een aantal daarvan kwam tijdens de wederopbouw terecht in de regio Rijnmond en in Twente, waar behoefte was aan arbeiders. Onder deze groep waren er relatief veel (etnische) Oekraïners die afkomstig waren uit Galicië in het inmiddels door de Sovjets bezette Oost-Polen. Deze Oekraïners brachten ook hun Oekraïense Grieks-katholieke geloof mee naar Nederland. Eind 1947 was er sprake van een 'duizendtal' Oekraïners van de Oosterse ritus in Nederland.
De Oekraïense Grieks-Katholieke Kerk is geünieerd met Rome, waardoor deze groep werd opgevangen in de Rooms-Katholieke Kerk. Deze had zich via het Apostolaat der Rutheense Missie al sinds de jaren 1920 ingezet voor de oosterse kerken. Zo waren er Nederlandse en Belgische priesters opgeleid in de Byzantijnse liturgie, met het oog op missiewerk in de Sovjet-Unie. In het Nederlands Schriftelijk Studiecentrum Culemborg bij de Augustijnen werd een aparte vleugel ingericht voor de opleiding van Oekraïense geestelijken. Bij de opening op 21 juni 1948 sprak minister van Justitie Van Maarseveen (KVP).
Een tweede centrum van dit zogenaamde 'Oosters werk' was het Pokrof-klooster in Voorburg van de Kapucijnen. In tegenstelling tot in België, leidde de naoorlogse migratiegolf niet meteen tot het oprichten van Oekraïense kerken (Grieks-katholiek of orthodox).

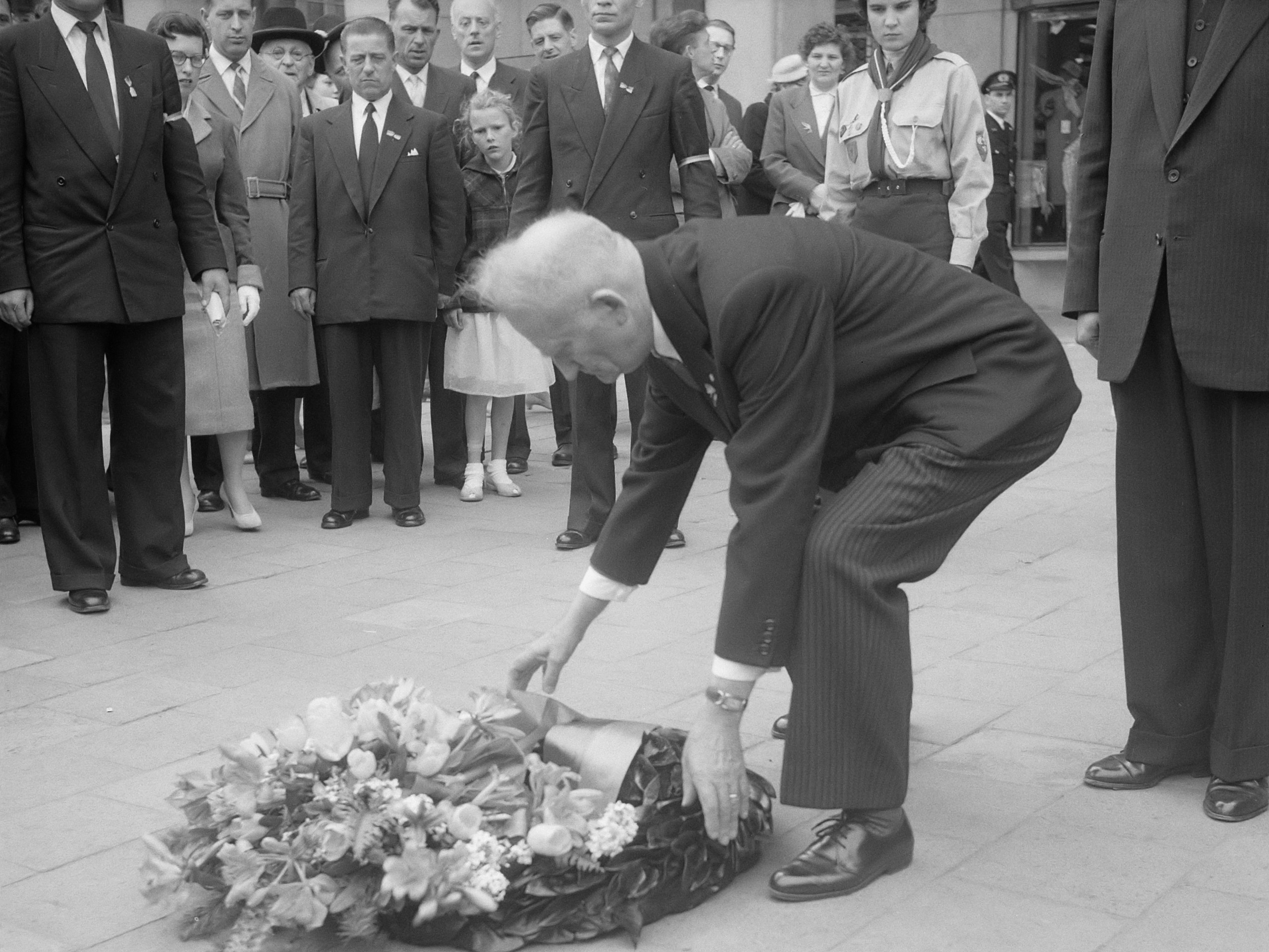
Rotterdam, kranslegging op de Coolsingel bij de herdenking van de bomaanslag op Jevhen Konovalets (mei 1958)

Niet alleen het behoud van religie was van belang, maar ook het behoud van cultuur. In 1951 richtte de Oekraïner dr. Myroslaw Antonowycz in Culemborg het Utrechts Byzantijns Koor op, bestaande uit Nederlandse mannen, dat zich toelegde op het zingen van - in eerste instantie - de liturgie volgens de Byzantijns-slavische ritus. In 1955 werd in Hengelo de Oekraïense zang- en dansgroep Roesalka opgericht. In dezelfde tijd waren er diverse Russische en Oekraïense groepen in Rotterdam. Ze leidden uiteindelijk, na een aantal fusies, in november 1968 tot de oprichting van het Russisch-Oekraïense zang- en dansensemble Kalinka.
Op maatschappelijk terrein hadden de Oekraïners zich al in 1949 verenigd in de Bond van Oekraïners in Nederland. Een van de eerste activiteiten in de beginjaren was het uitgeven van een Oekraïens blad: De Trekker (Oekraïens: Скиталець, Skytalets) onder redactie van Michaël Bryk. De bond, die banden onderhield met afdelingen van de Organisatie van Oekraïense Nationalisten (OOeN) in de 'vrije wereld' (o.a. West-Duitsland, Canada, de VS), hield zich naast het vieren van Oekraïense religieuze feestdagen vooral bezig met het organiseren van Oekraïense culturele activiteiten en herdenkingen, waaronder van Symon Petljoera, Taras Sjevtsjenko en de in 1938 in Rotterdam bij een NKVD-aanslag omgekomen Jevhen Konovalets. Omelan Kuschpèta was jarenlang voorzitter van de Bond.
Een groot deel van deze eerste naoorlogse generatie zag hun droom van een vrij en onafhankelijk Oekraïne in 1991 bewaarheid. Allen hadden toen de pensioengerechtigde leeftijd al bereikt.

## Tweede migratiegolf (1991)
De tweede, en huidige, migratiegolf kwam op gang na het uiteenvallen van de Sovjet-Unie begin jaren 90 van de twintigste eeuw. Volgens het CBS was voor migranten met als herkomstland de groep waartoe Oekraïne behoort gezinsvorming (61%) het belangrijkste motief. dit is veel hoger dan voor andere groepen uit de voormalige Sovjet-Unie. Het tweede motief was asiel (19%), terwijl studie en arbeid ongeveer even hoog (11%) als derde uit de bus kwamen. Een deel van deze Oekraïners nam het stokje over van de oprichters van de culturele organisaties die na de oorlog waren ontstaan. Dit is bijvoorbeeld ook zichtbaar bij Het Lysenko Koor, een gemengd koor dat in 1996 wordt opgericht vanuit de eerste generatie, maar waarbij in de jaren daarna de nieuwe generatie het overnam.
De politieke ontwikkelingen in het moederland vormen een belangrijke motivatie voor de Oekraïners in Nederland in de 21e eeuw om zich te verenigen. Zo ontstond eind 2004 een webforum 'Oekraïners in Nederland' op het domein maidan.nl, een verwijzing naar het hoofdplein in Kiev waar de Oranjerevolutie plaatsvond. In 2013 ontstond hieruit een gelijknamige Facebook-groep naar aanleiding van Euromaidan. En in 2014 is door de initiatiefnemers van de Vereniging Coördinerend orgaan van de verenigde organisaties van Russisch sprekenden het nieuwsportaal NewsUa gelanceerd. Ook het neerhalen van de MH-17 vormde een schakel in de ontwikkeling van een hechtere Oekraïense gemeenschap in Nederland.
In mei 2011 richtte de Stichting Oekraine Culturalis in samenwerking met de Ambassade van Oekraïne in Nederland (ambassadeur Vasyl Korzachenko) de eerste Oekraïense zaterdagschool ‘Wesselka’ op. Zonder inzet van Olena Vlasenko, de cultureel attaché van de ambassade was de oprichting van deze school niet mogelijk geweest. Dit initiatief kreeg in 2015 een gevolg in Groningen, Amsterdam en Eindhoven.
Een petitie aan bisschop Borys Gudziak, eparch voor de Oekraïners in Frankrijk, de Benelux en Zwitserland, leidde in 2014 binnen een maand tot 100 handtekeningen en daarmee tot de vestiging van de Oekraïense Grieks-Katholieke Kerk in Nederland. Het voorbeeld werd een jaar later gevolgd door een groep orthodoxe gelovigen, van de niet-canonieke kerk van het Patriarchaat van Kiev. Op 28 februari 2016 vond in Amsterdam voor het eerst de goddelijke liturgie van deze kerk in Nederland plaats.

## Russische invasie (2022)
Tijdens de eerste paar weken na het begin van de Russische oorlog in Oekraïne in 2022 ontvluchtten miljoenen Oekraïners hun land. Een deel van hen kwam naar Nederland.

## Populatie
Exacte aantallen Oekraïners in Nederland zijn onbekend, hetgeen te maken heeft met de wijze van registreren in de BRP, waarin alleen de plaats van geboorte wordt geregistreerd, waarvan het herkomstland zou kunnen worden afgeleid. Voor Oekraïners die voor de onafhankelijkheid in 1991 zijn geboren, geldt als geboorteland de Sovjet-Unie, dezelfde herkomst dus als de Russen, Wit-Russen, Moldaviërs en de migranten afkomstig uit de elf andere staten van de voormalige Sovjet-Unie. Tot 2013, toen de registratie van de tweede nationaliteit uit de bevolkingsadministratie werd geschrapt, was het nog mogelijk om via extrapolatie aantallen voor Oekraïne te bepalen. Het CBS heeft dat in 2008 nog gedaan, maar heeft daarbij de Oekraïners samen met de Wit-Russen en Moldaviërs in één groep gezet: de 'Westelijke landen' (van de voormalige Sovjet-Unie). In 2005 waren er volgens het CBS in die groep 9.400 in Nederland, 6.800 uit de eerste en 2.600 uit de tweede generatie.
Uit de publicatie van het CBS kan worden opgemaakt dat het aandeel Oekraïners in het totaal van Westelijke landen ongeveer 90% was. Van het totaal van de personen in Nederland afkomstig uit de Sovjet-Unie, waren in 2005 de Oekraïners (16%), na de Russen (33%) en de Azerbeidzjanen (17%), de derde groep.
In 2011 waren er in totaal 9300 personen uit de 'Westelijke landen' die zich tussen 1990 en 2010 in Nederland hadden gevestigd, waarvan 2500 tussen 1990-1999, 3600 tussen 2000-2005 en 3200 tussen 2006 en 2010. Afgaand op de getallen voor 2005, lijkt het erop dat dit de eerste generatie betrof.
Een voorzichtige schatting op basis van de beschikbare statistieken levert voor 2011 een aantal van ca. 9.000 in Nederland woonachtige personen op die geboren zijn op het grondgebied van het huidige Oekraïne. Indien hun kinderen ook worden meegeteld, liggen de aantallen nog hoger. De aantallen van in Nederland woonachtige personen met de Oekraïense nationaliteit die bij de Oekraïense ambassade geregistreerd zijn, bijvoorbeeld de 1083 stemgerechtigden bij Oekraïense presidentsverkiezingen 2014, liggen beduidend lager.
Een extra complicerende factor is dat niet iedereen die op het grondgebied van het huidige Oekraïne geboren is, zich ook Oekraïner beschouwt. Het aandeel van de Oekraïners dat zich etnisch als Oekraïner identificeert was 72,7% in 1989 en 77,8% in 2001, toen de laatste volkstelling werd gehouden. De aantallen zijn een uiting van het proces van staatsvorming na het uiteenvallen van de Sovjet-Unie, dat in Oekraïne nog volop gaande is.

## Bekende Oekraïners in Nederland
- Jevhen Konovalets (1891-1938), Oekraïense politicus en legerleider
- Myroslaw Antonowycz (1917-2006), muziekwetenschapper en koorleider
- Svitlana Azarova (1976), componiste van nieuwe kamermuziek
- Michaël Bryk (1922-1980), historicus
- Nina Hoekman (Jankovskaja) (1964-2014), damster en damcoach
- Victoria Koblenko (1980), actrice, presentatrice en columniste
- Artoer Kysjenko (1986), kickbokser en thaibokser
- Omelan Kuschpèta (1924-2005), econoom en sovjetoloog
- Evgeniy Levchenko (1978), betaald voetballer
- Joeri Petrov (1974-2023), betaald voetballer
- Dimitri Serdjoek (1974), amateurbokser
- Roeslan Valjejev (1981), betaald voetballer